# 솔로몬의 위증
《솔로몬의 위증》(일본어: ソロモンの偽証 ソロモンのぎしょう[*])은 미야베 미유키의 장편 추리 소설이다.

## 개요
〈소설 신쵸〉 (신쵸샤)에서, 2002년 10월호부터 2006년 9월호, 2006년 11월호부터 2007년 4월호, 2007년 6월호부터 2011년 11월호까지 연재되어, 2012년에 간행되었다. 《사건》 《결의》 《법정》의 3부 구성으로 원고 용지 합계 4700매. 주간 분슌 미스터리 베스트 10 및 이 미스터리가 대단해! 제2위. 국내 번역본은 2013년 6월 문학동네에서 원작과 동일한 3부작으로 출간되었다(이영미 역).

## 등장인물

### 주요 인물
- 후지노 료코 : 본 소설의 주인공 격. 교내 재판을 주도했으며, 처음에는 변호인을 자청했으나 검사를 맡게 된다. 뛰어난 우등생이며 정의감이 강한 성격. 2학년 A반 반장이기도 하다. 고발장을 받고 학교가 소란에 휩싸이자 진실을 밝히기 위해 나선다. 아버지는 형사.
- 간바라 가즈히코 : 교내 재판에서 변호인을 맡는 인물. 타 학교 학생이지만 가시와기와 같은 학원을 다녔다고 하며 교내 재판에 관심을 보인다. 총명하고 말솜씨가 좋으며 얼굴도 준수해 인기를 얻는다. 가정사가 복잡해 양부모와 살고 있다. 어딘가 신비로운 소년.
- 노다 겐이치 : 교내 재판의 변호인 보조 역이자, 가시와기의 시신을 발견한 인물. 부모와의 갈등으로 중대한 결심을 한다. 평소 눈에 안 띄는 학생이었지만 교내 재판에 참여하며 변화를 겪는다.
- 가시와기 다쿠야 : 자살한 학생. 조용하고 혼자 다니는 성격으로 교내에 친한 친구가 없다. 사건 전 오이데 삼인조와 싸움을 일으켰으며, 등교 거부 상태였다. 살해당했다는 소문이 있다.
- 오이데 슌지 : 교내 재판의 피고인. 조토 제3중학교의 악명 높은 문제아로 '오이데 삼인조'라 불린다. 학교 폭력을 일삼지만 오이데 아버지의 위세에 힘입어 정당한 처벌을 받지 않는다. 가시와기 다쿠야를 죽였다는 소문이 있다.
- 미야케 주리 : 고발장을 쓴 인물. 가시와기 다쿠야가 살해되는 현장을 목격했다고 주장한다. 여드름이 심해 따돌림을 당하곤 하며, 컴플렉스가 있다. 오이데 삼인조를 싫어한다.

### 학생
- 하시다 유타로 : 오이데 삼인조 중 한 명. 말없는 성격이며 농구부 소속이다. 사건 후 오이데, 이구치와 거리를 두며 착실하게 등교하는 것처럼 보인다.
- 이구치 미쓰루 : 오이데 삼인조 중 한 명. 사건 후 하시다와 크게 싸운다.
- 아사이 마쓰코 : 미야케 주리의 친구. 상냥한 성격으로 미야케가 고발장을 보내는 것을 도와준다. 음악부 소속이다.
- 이노우에 야스오 : 교내 재판에서 판사를 맡는 인물. 전교 1등이며 냉철한 성격이다. 트레이드 마크는 안경.
- 야마자키 신고 : 교내 재판에서 법정 정리를 맡는 인물. 무예가 집안 출신으로 본인도 유단자다. 오이데 슌지가 두려워하는 몇 안 되는 사람 중 하나.
- 사사키 고로 : 검찰 사무관.
- 하기오 가즈미 : 검찰 사무관.
- 구라타 마리코 : 후지노 료코의 친구. 후지노를 도와주기 위해 재판에 참가한다. 배심원 중 한 명.
- 고사카 유키오 : 노다 겐이치의 친구이자, 구라타 마리코의 어릴 적 친구. 구라타 마리코와 함께 '뚱보 커플'이라 불린다. 배심원 중 한 명.
- 후루노 아키코 : 연극부. 후지노 료코의 친구지만 재판에 참여해달라는 부탁은 거절한다. 가시와기 다쿠야와 대화를 나눈 적 있다.

### 교사
- 모리우치 에미코 : 2학년 A반의 젊은 담임 교사. 미인으로 일부 학생들에게 인기가 높지만 미움을 사기도 한다.
- 쓰자키 마사오 : 교토 제3중학교의 교장. '콩너구리'라는 친근한 별명으로 불린다.
- 오자키 양호 선생 : 다정한 성격으로 미야케 주리를 챙겨준다.
- 단노 선생 : 미술 교사. 가시와기 다쿠야와 교류가 있었다.

### 그 외
- 후지노 다케시 : 후지노 료코의 아버지. 경시청에서 근무한다.
- 가시와기 히로유키 : 가시와기 다쿠야의 형. 동생의 '본모습'을 알고 있다.
- 오이데 마사루 : 오이데 슌지의 아버지. 집성재의 사장으로 인근 상권을 휘어잡고 있다. 난폭한 성격.
- 가키우치 미나에 : 모리우치 에미코의 옆집에 사는 여자. 모리우치 앞으로 온 고발장을 훔친다.
- 사사키 레이코 : 조토 경찰서의 청소년과 형사. 오이데 삼인조를 알고 있다.
- 모기 기자 : HBS 방송국 기자. 조토 제3중학교 사건을 멋대로 취재해 방송에 내보낸다.

## 서지 정보
제I부 사건
단행본: 2012년 8월 23일 발매, 신쵸샤, ISBN 978-4-10-375010-9
문고본: 2014년 8월 28일 발매, 신쵸 분코, 상 ISBN 978-4-10-136935-8, 하 ISBN 978-4-10-136936-5
제II부 결의
단행본: 2012년 9월 20일 발매, 신쵸샤, ISBN 978-4-10-375011-6
문고본: 2014년 9월 27일 발매, 신쵸 분코, 상 ISBN 978-4-10-136937-2, 하 ISBN 978-4-10-136938-9
제III부 법정
단행본: 2012년 10월 11일 발매, 신쵸샤, ISBN 978-4-10-375012-3
문고본: 2014년 10월 29일 발매, 신쵸 분코, 상 ISBN 978-4-10-136939-6, 하 ISBN 978-4-10-136940-2

## 영화 (일본)
2015년 3월 7일 《솔로몬의 위증 전편: 사건》과 4월 11일 《솔로몬의 위증 후편: 재판》의 2부작으로 공개되었다. 감독은 나루시마 이즈루. 주연은 후지노 료코. 제40회 호치 영화상과 닛칸 스포츠 영화대상에서 작품상을 수상.

### 줄거리

#### 솔로몬의 위증: 사건
일본 도쿄에 위치한 조토 제3중학교. 크리스마스 아침 눈 쌓인 학교 뒤뜰에서 2학년 가시와기가 시신으로 발견된다. 경찰과 학교는 자살로 결론 내리지만 오이데 패거리가 죽이는 걸 봤다는 익명의 고발장이 접수되며 가시와기의 죽음은 학교 폭력에 의한 살인사건이라는 의혹을 받는다. 그리고 이 고발장이 방송 기자의 손에 들어가면서 사건은 걷잡을 수 없는 상황으로 치닫으며 통제 불능의 상황이 된다. 스스로 목숨을 끊었다는 경찰의 발표와 살해 되었다는 언론의 과잉 보도, 그 어느 것도 믿지 못하는 학생들은 교내 재판을 통해 사건의 진실을 파헤치기 시작한다.

#### 솔로몬의 위증: 재판
익명의 고발장에서 범인으로 지목한 사람은 조토 제3중학교의 최고 문제아 오이데. 가시와기와 같은 반이었던 료코는 검사가 되어 그의 범죄를 입증하기 위한 증거를 수집한다. 가시와기의 초등학교 친구인 간바라는 료코의 주장과 반대로 오이데의 무죄를 밝히기 위해 그의 주변을 조사한다. 학생들이 자발적으로 진행하는 교내 재판의 심리기간은 5일. 료코와 간바라는 그 동안 모은 증거와 증인을 바탕으로 자신의 주장이 옮음을 입증하기 시작한다. 하지만 심리가 진행될수록 사건에 대한 증인들의 진술은 엇갈리고, 모두가 외면했던 새로운 사실들이 수면위로 등장하면서 재판은 혼란에 빠진다.
| - 후지노 료코 - 후지노 료코 - 칸바라 카즈히코 - 이타가키 미즈키 - 미야케 쥬리 - 이시이 안나 - 오오이데 슌지 - 시미즈 히로야 - 아사이 마츠코 - 토미타 미우 - 노다 켄이치 - 마에다 코키 - 카시와기 타쿠야 - 모치즈키 아유무 - 쿠라타 마리코 - 니시하타 레이카 - 코사카 유키오 - 와카바야시 지에이 - 이노우에 야스오 - 니시무라 나리타다 - 하시다 유타로 - 카토 미키오 - 이구치 미츠루 - 이시카와 아라타 - 후지노 츠요시 - 사사키 쿠라노스케 - 후지노 쿠니코 - 나츠카와 유이 - 미야케 미라이 - 나가사쿠 히로미 - 모리우치 에미코 - 쿠로키 하루 - 사사키 레이코 - 타바타 토모코 - 모기 에츠오 - 타나카 소타로 - 카키우치 미나에 - 이치카와 미와코 - 타카기 학년 주임 - 안도 타마에 - 쿠스야마 교사 - 키노시타 호카 - 우에노 - 요 키미코 - 키타오 교사 - 마츠시게 유타카 - 츠자키 마사오 - 코히나타 후미요 - 나카하라 료코 - 오노 마치코 | - 감독 - 나루시마 이즈루 - 각본 - 마나베 카츠히코 - 음악 - 야스카와 고로 - 주제가 - U2 〈With or Without You〉 - 촬영 - 후지사와 준이치 - 조명 - 카나자와 마사오 - 미술 - 니시무라 타카시 - 녹음 - 후지모토 켄이치 - 편집 - 산죠 치세 - 장식 - 유자와 유키오 - 스크립터 - 모리 나오코 - 음향 효과 - 오카세 아키히코 - 조감독 - 타니구치 마사유키, 이고시 히로유키 - 라인 프로듀서 - 코마츠 지로 - 기획·배급 - 쇼치쿠 - 제작 프로덕션 - 쇼치쿠 촬영소 - 제작 - 〈솔로몬의 위증〉 제작 위원회 (쇼치쿠, 키노시타 그룹, 하쿠호도 DY 미디어 파트너즈, 아사히 신문사, GYAO!, KDDI) |

### 수상 경력
| - 제40회 호치 영화상 - 작품상 - 신인상 (후지노 료코) - 제37회 요코하마 영화제 - 최우수 신인상 (후지노 료코) - 제28회 닛칸 스포츠 영화대상·이시하라 유지로상 - 작품상 - 제89회 키네마 준보 베스트 10 - 일본 영화 베스트 10 제8위 - 조연 여우상 (쿠로키 하루) (《어머니와 살면》 《막이 오른다》와 아울러 수상) | - 제39회 일본 아카데미상 - 신인 배우상 (후지노 료코) - 우수 음악상 (야스카와 고로) - 우수 촬영상 (후지사와 준이치) - 우수 조명상 (카나자와 마사오) - 제70회 마이니치 영화 콩쿠르 - 스포니치 그랑프리 신인상 (후지노 료코) - 촬영상 (후지사와 준이치) - 제58회 블루리본상 - 신인상 (이시이 안나) (《걸즈 스텝》과 아울러 수상) |

## 드라마 (한국)
《솔로몬의 위증》은 2016년 12월 16일부터 방송중인 JTBC 금토드라마이며, 본 소설을 원작으로 극화한 작품이다.

## 드라마 (일본)
《솔로몬의 위증》은 2021년부터 방송중인 WOWOW이며, 본 소설을 원작으로 극화한 작품이다.